# Rondôniamyrfågel
Rondôniamyrfågel (Clytoctantes atrogularis) är en fågel i familjen myrfåglar inom ordningen tättingar.

## Utseende och läte
Rondôniamyrfågel är en 17 cm lång enfärgad myrfågel med en mycket kraftig och uppåtböjd näbb. Hanen är svart, honan rost- eller kastjebrun med svart på bröstet. Nära släktingen helikoniamyrfågeln (Neoctantes niger) är något mindre med mindre kraftig näbb. Lätet består av en högljudd drillande vissling, "tree-tree-tree".

## Utbredning och systematik
Fågeln förekommer lokalt i sydvästra Amazonområdet i Brasilien, i östra Rondônia, södra Amazonas och Mato Grosso). Den behandlas som monotypisk, det vill säga att den inte delas in i några underarter.

## Status och hot
Rondôniamyrfågel har en liten världspopulation bestående av uppskattningsvis endast 2 500–10 000 vuxna individer. Den tros också minska i antal till följd av habitatförlust. IUCN kategoriserar den som nära hotad (NT).